# تپه‌کوی (امیرداغ)
تپه‌کوی (به ترکی استانبولی: Tepeköy) یک منطقهٔ مسکونی در ترکیه است که در امیرداغ واقع شده‌است.